# Мулен Руж
«Муле́н Ру́ж» (фр. Moulin Rouge, дословно — «Красная мельница») — классическое кабаре в Париже, построенное в 1889 году, одна из достопримечательностей французской столицы. Расположено в 18 муниципальном округе, на бульваре Клиши, в квартале красных фонарей около площади Пигаль. Ближайшая станция метро — линия 2, станция «Бланш».

## История
6 октября 1889 года, приурочив открытие кабаре к началу Всемирной выставки в Париже и завершению строительства Эйфелевой башни, Жозеф Оллер и его компаньон Шарль Зидлер пригласили парижан на открытие нового кабаре «Мулен Руж» на площади Бланш. Пытаясь расширить границы увеселительного района Монмартра, Оллер намеренно выбрал место для своего кабаре поодаль от площади Пигаль и бульвара Рошешуар, где в то время процветало другое кабаре, «Элизе-Монмартр».
Название кабаре дала деревянная мельница с крыльями красного цвета, созданная декоратором Леоном-Адольфом Вилеттом. Красный цвет крыльев явно намекал на район красных фонарей.

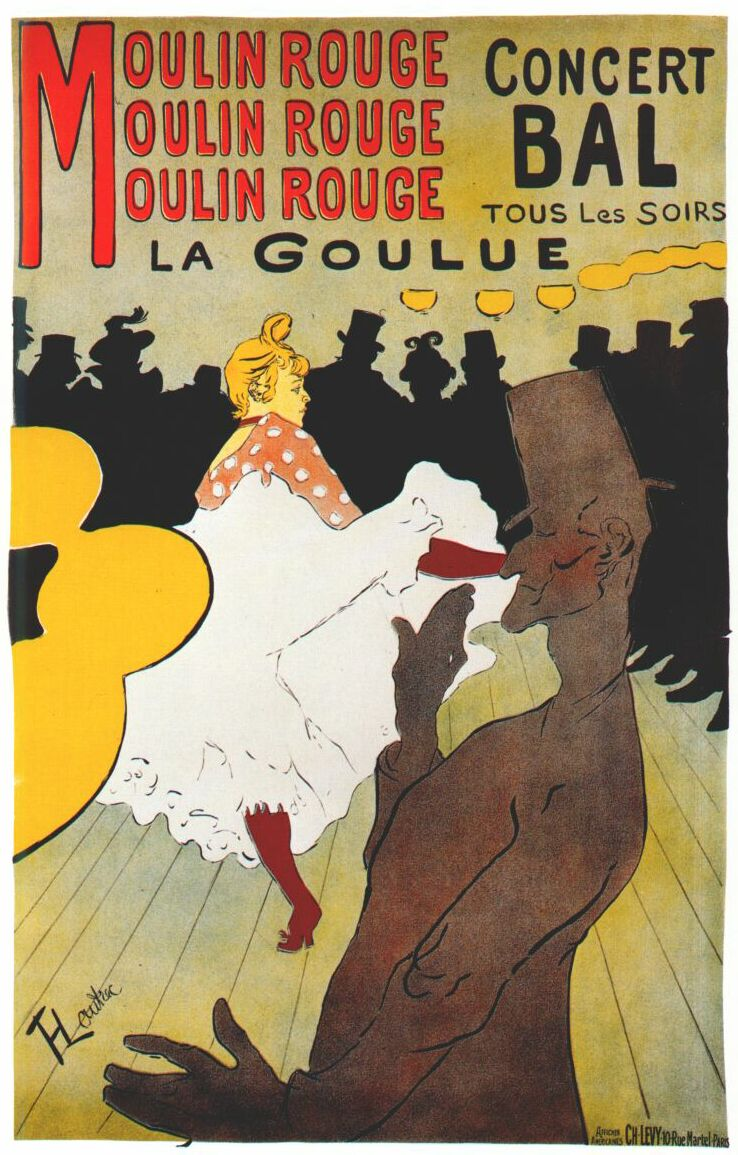
Ла Гулю и Валентин Бескостный на афише «Мулен Руж». Тулуз-Лотрек, 1891

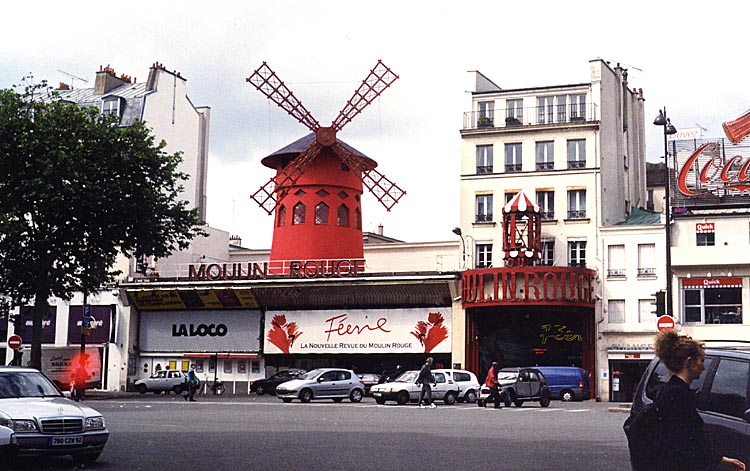
«Мулен Руж» днём…

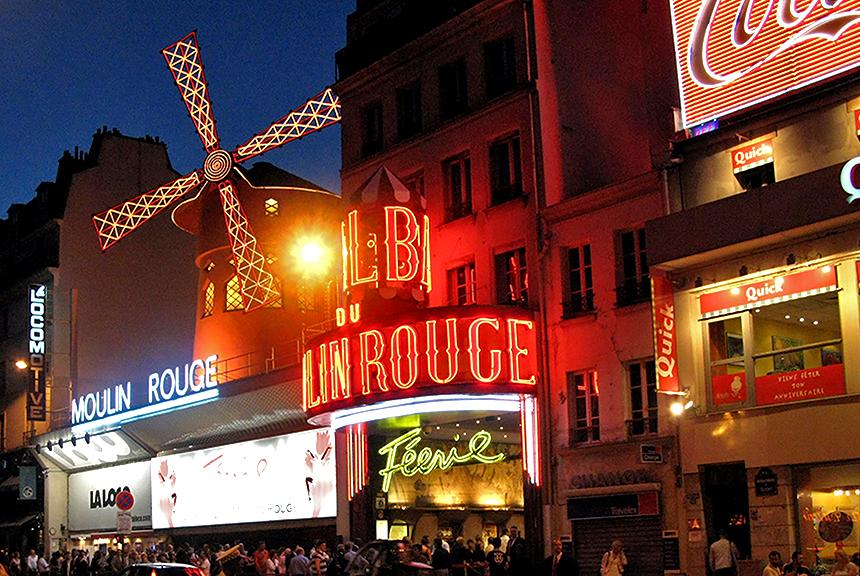
… и ночью

В «Мулен Руж» собирались не только представители среднего класса, но и аристократы, люди искусства (Пикассо, Оскар Уайльд) и даже члены королевских семей, например, принц Уэльский. Главной достопримечательностью заведения был знаменитый канкан. Среди звёзд первого поколения танцовщиц были Иветта Гильбер, Ла Гулю и Жанна Авриль («Diamant» — «Бриллиант»), которых Зидлер переманил из «Элизе-Монмартр». Пользовались популярностью также танцор Валентин Бескостный и клоунесса Ша-У-Као.
Сейчас звёзды «Мулен Руж» известны главным образом по плакатам Анри де Тулуз-Лотрека, который с самого открытия кабаре стал его завсегдатаем. Он приходил сюда каждый вечер, чтобы смотреть на прекрасных танцовщиц, и, окружённый шумной душной толпой, создавал здесь свои картины, прославившие «Мулен Руж» и его самого.
В 1893 году впервые в истории одна из танцовщиц полностью разделась на сцене «Мулен Руж». Таким образом, именно в этом заведении был впервые исполнен стриптиз. Это произошло в ходе вечеринки, устроенной парижскими студентами. Во время импровизированного конкурса красоты модель под сценическим псевдонимом Мона скинула с себя всю одежду, за что её арестовали и оштрафовали на 100 франков.
В 1915 году «Мулен Руж» сгорел, но в 1921 году вновь открылся посетителям. Теперь здесь ставили оперетты и ревю. Также кабаре иногда использовали в качестве кинотеатра.
Во время войны деятельность кабаре была приостановлена, но в послевоенные годы представления возобновились. Среди прочих артистов в «Мулен Руж» выступали известные шансонье Шарль Трене и Шарль Азнавур. В 1964 году на сцене был сооружён гигантский «аквариум», в котором плавали/выступали голые танцовщицы. В шоу «Феерия» девушка плавает в таком аквариуме с настоящими змеями.
В 1990-х годах «Мулен Руж» испытывал финансовые затруднения, однако фильм База Лурманна «Мулен Руж!», вышедший на большие экраны в 2001 году, возвратил кабаре былую популярность. Сейчас «Мулен Руж» является одним из символов Парижа и одной из двух уцелевших мельниц Монмартра (вторая — «Мулен де ла Галет»). Кабаре рассчитано на 850 посетителей, которые, как и во времена Тулуз-Лотрека, приходят посмотреть знаменитый канкан, одну из визитных карточек Франции. Сегодня кабаре представляет ревю «Феерия», в котором задействованы лучшие танцоры, около 1000 костюмов и роскошные декорации. «Феерия» признана наиболее удачной программой «Мулен Руж».
В ночь на 25 апреля 2024 года все четыре лопасти ветряной мельницы обрушились на улицу, вырвав заодно буквы MOU из неоновой вывески-названия кабаре. В результате инцидента никто не пострадал. Причины случившегося названы не были. При этом было особо объявлено, что не техническое руководство кабаре еженедельно проводило проверку механизма крыльев мельницы, но не зафиксировало каких-либо проблем. К началу июля лопасти и вывеска были восстановлены. Из-за сложностей с получением электродвигателя, который должен вращать крылья и приводить в действие сотни красных и золотых лампочек запуск мельницы был отложен и состоялся только 10 июля 2025 года. По этому случаю танцовщицы исполнили канкан на улице, а с крыши кабаре запустили фейерверк.
По свидетельству газеты Le Figaro ежегодно «Мулен Руж» посещает 600 тыс. туристов.

## Известные артисты
- Валентин Бескостный (1843—1907) — французский танцовщик канкана; в конце XIX столетия работал в парижском кабаре «Мулен Руж», где стал партнером Ла Гулю
- Ла Гулю (1866—1929) — французская танцовщица и модель; с 1889 по 1895 год выступала в «Мулен Руж»
- Иветта Гильбер (1865—1944) — французская певица и актриса кабаре, модель; с 1891 года выступала в «Мулен Руж»
- Жанна Авриль (1868—1943) — танцовщица и модель; с большим успехом выступала в «Мулен Руж»
- Ша-У-Као (Ша-Ю-Као) — французская танцовщица, клоунесса и акробатка, работавшая в «Мулен Руж» в конце XIX столетия; одна из любимых моделей художника Анри Тузуз-Лотрека
- Габи Деслис (1881—1920) — французская певица; с 1908 года пела в «Мулен Руж»
- Мистенгет (1875—1956) — французская певица, актриса кино, клоунесса-конферансье; с 1909 года выступала в «Мулен Руж», в 1925—1929 годах — художественный руководитель кабаре
- Михаил Барышников — советский и американский артист балета, балетмейстер и актёр; в конце XX столетия выступал в «Мулен Руж»
- Кэтрин Гертруда Хоффманн (1883—1966) — американская танцовщица водевиля и хореограф; в 1920-е годы в «Мулен Руж» с успехом выступала её танцевальная труппа «Девочки Хоффманн»
- Ма́рика Рёкк (1913—2004) — немецко-австрийская киноактриса, танцовщица и певица венгерского происхождения; в 1924 году в 11-летнем возрасте дебютировала в «Мулен Руж» в составе танцевальной труппы «Девочки Хоффманн»
- Шарль Трене (1913—2001) — французский поэт, автор песен, шансонье; пел в «Мулен Руж»
- Ив Монтан (1921—1991) — французский певец-шансонье и актёр; в 1940-е годы выступал в «Мулен Руж», где после знакомства с певицей Эдит Пиаф пара начала успешную совместную деятельность
- Эдит Пиаф (1915—1963) — французская певица, автор песен, актриса театра и кино, продюсер; весной 1944 года познакомилась в «Мулен Руж» с Ивом Монтаном и они начали давать совместные выступления
- Шарль Азнавур (1924—2018) — французский шансонье, композитор, поэт, писатель и актёр армянского происхождения; в 1950-е годы пел в «Мулен Руж»

## «Мулен Руж» в культуре

### Кинематограф

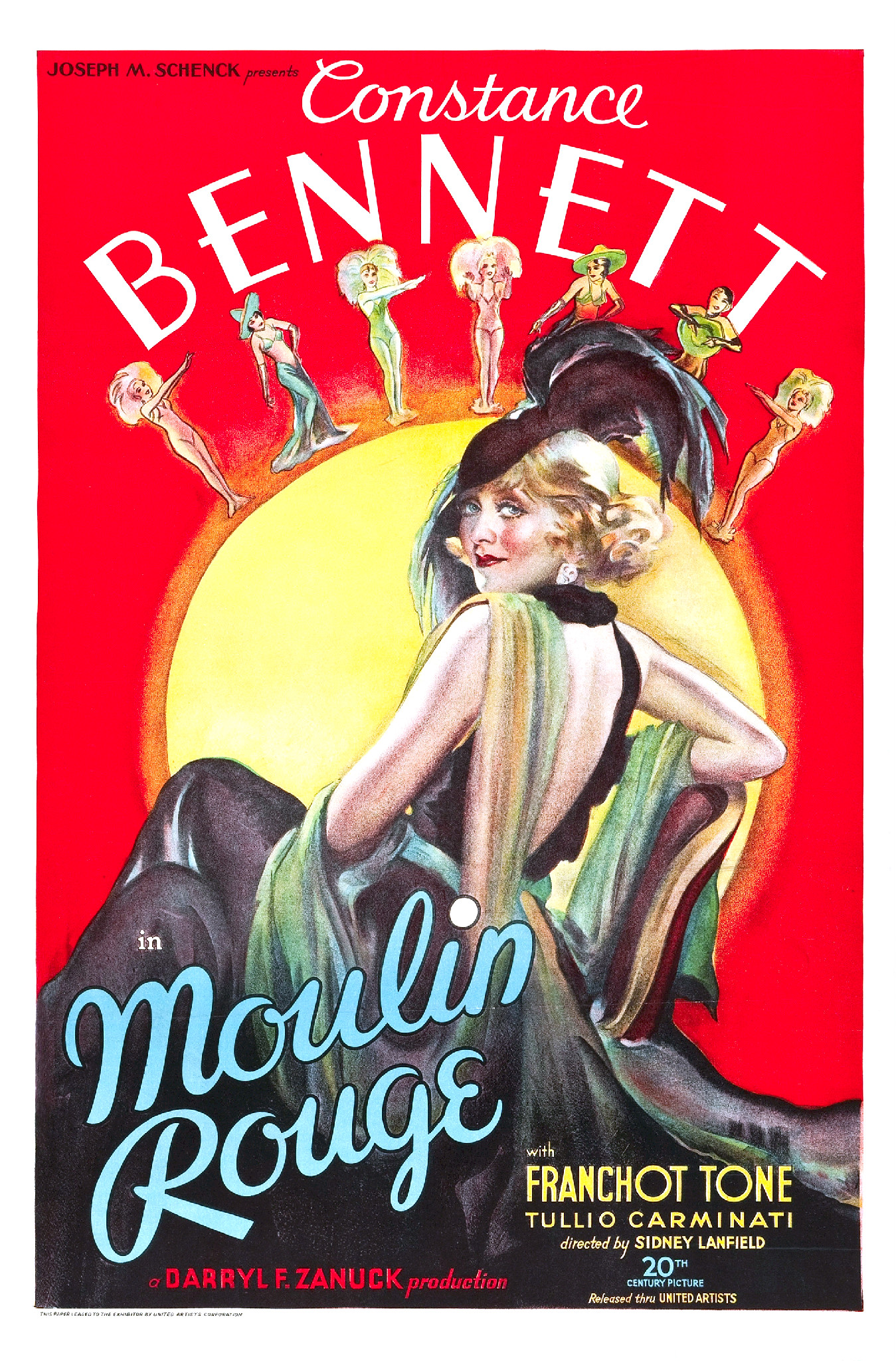
Рекламный плакат к кинофильму «Мулен Руж», США, 1934

О кабаре в разные годы было снято несколько фильмов:
- «Призрак Мулен-Руж» (1925)
- «Мулен Руж» (1928)
- «Мулен Руж» (1934)
- «Мулен Руж» (1939)
- «Мулен Руж» (1944)
- «Мулен Руж» (1952)
- «Французский канкан» (1954)
- «Мулен Руж!» (2001)
- «Тайна Мулен Руж» (2011)

### Драматургия
- «Госпиталь Мулен Руж» («Слёзы и радости в 2-х частях»); автор Д. Лоран. Спектакль идёт на российской сцене
- Мюзикл «Мулен Руж» поставлен в лондонском Театре Пикадилли

### Журналистика
В 2003—2008 годах в России издавался журнал «Moulin Rouge» («Муле́н Руж»); с 2003 по 2006 — как журнал для мужчин, с 2006 по 2008 — как первый политический глянцевый журнал в стране.

### Песенное творчество
О кабаре «Мулен Руж» написано большое количество песен, музыкальных произведений, самым известным из которых является совместная работа Кристины Агилеры, Пинк, Лил Ким и Майи «Lady Marmalade», вошедшая в саундтрек к фильму «Мулен Руж!». Кабаре также упоминается в произведении «Канкан» из альбома «Tragic City» группы ЛСП,  в песне Сергея Наговицына «Кабачок» в альбоме «Под Гитару», 2006 и песне Markul с одноименным названием 

### Образ в литературе
У писателя Пьера Ла Мура есть роман «Мулен Руж. Трагическая жизнь Тулуз-Лотрека», вышедший в 1950 году, фильм по которому был снят в 1952 году.

### Живопись и графика

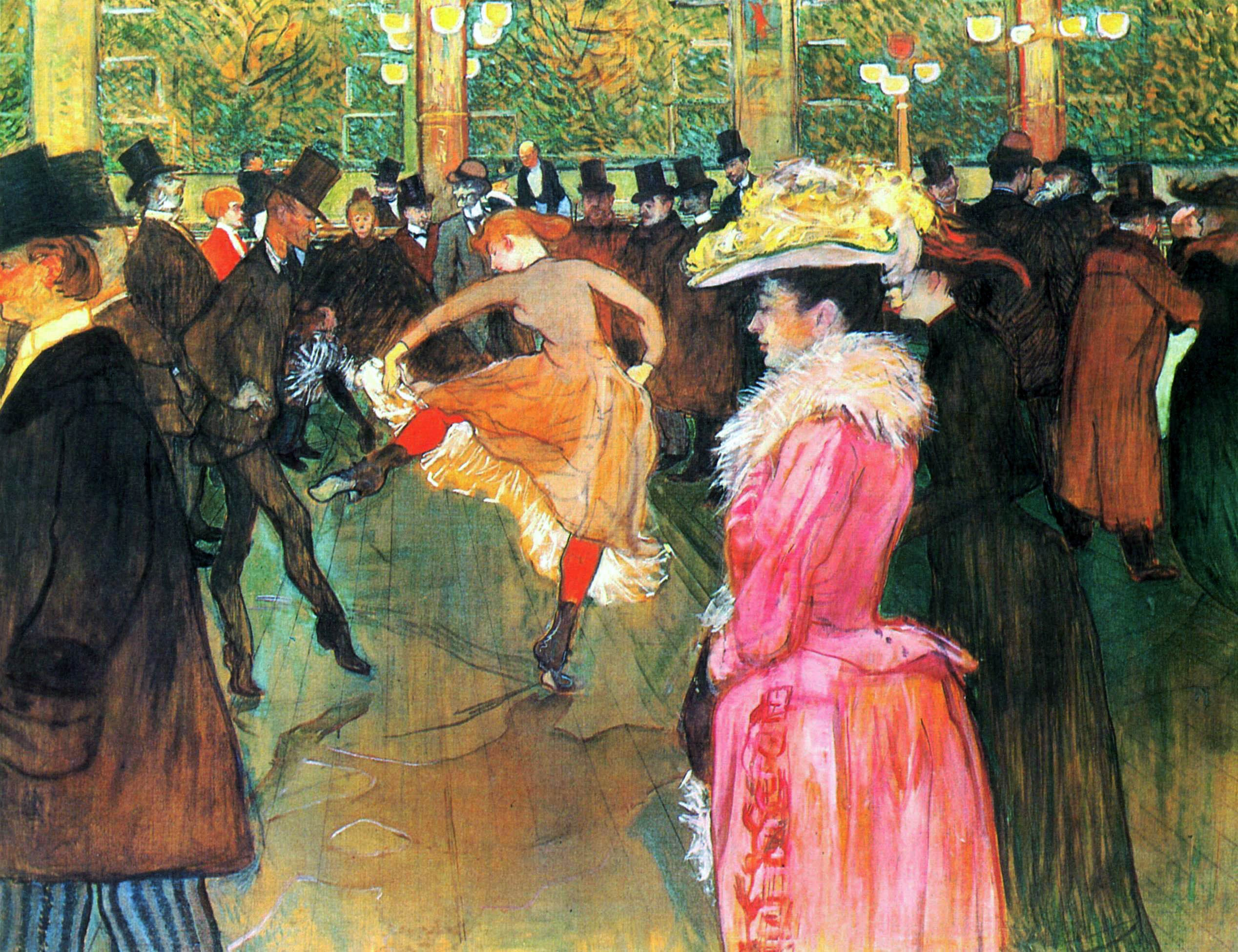
Танец в «Мулен Руж» (Тулуз-Лотрек, 1889)
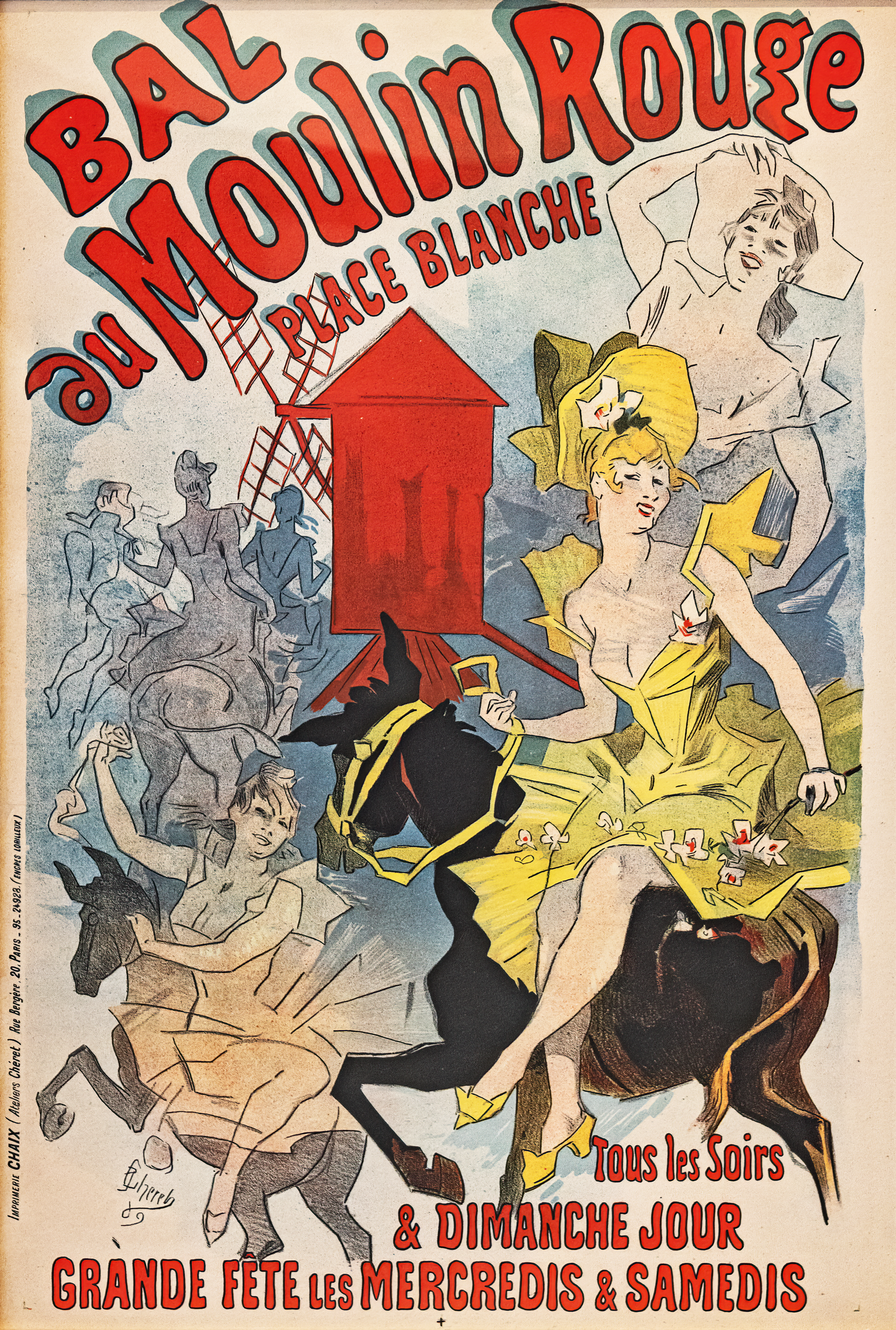
Бал в «Мулен Руж» (Луи Шере, 1889)
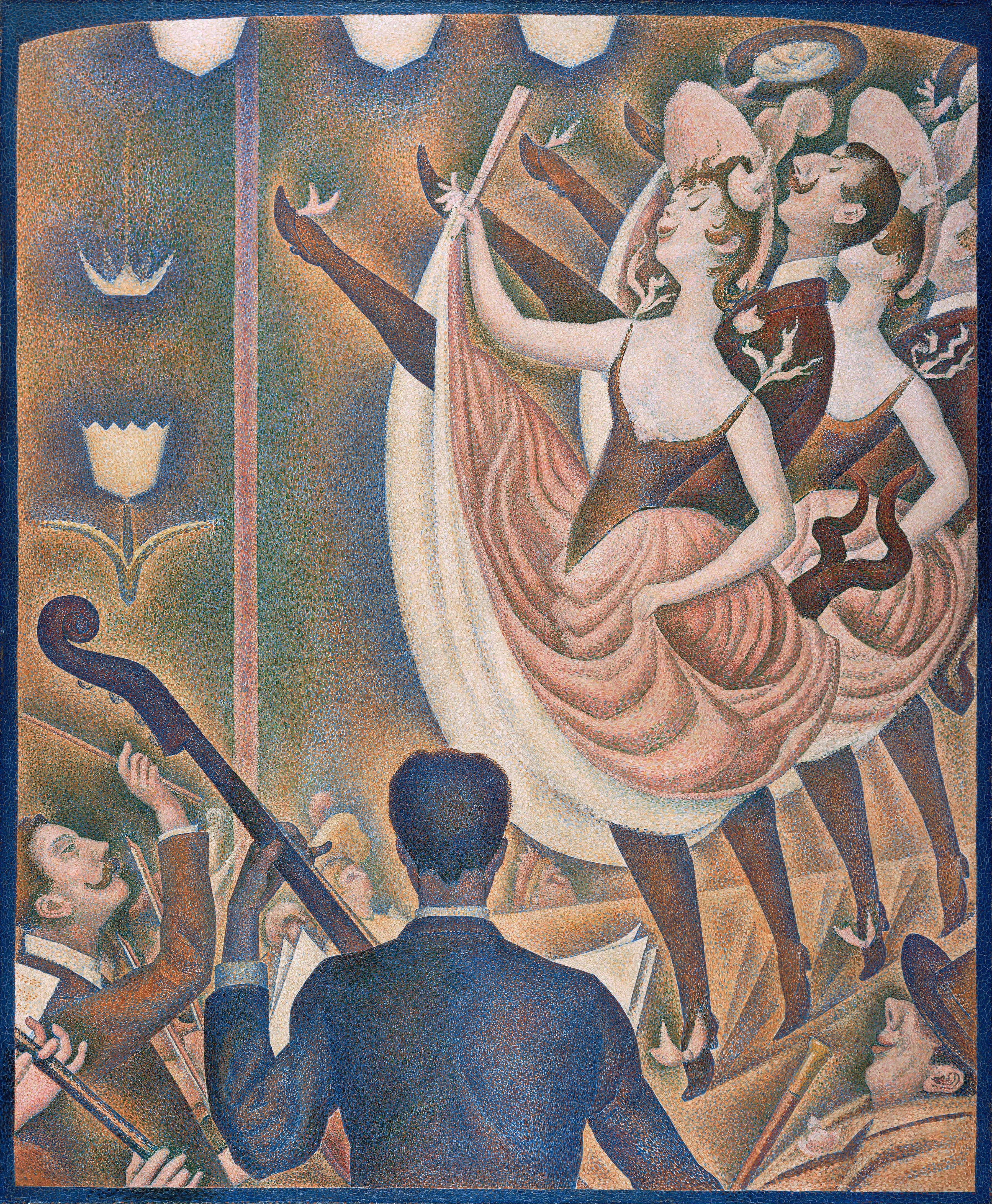
Канкан (Жорж Сёра, 1890)
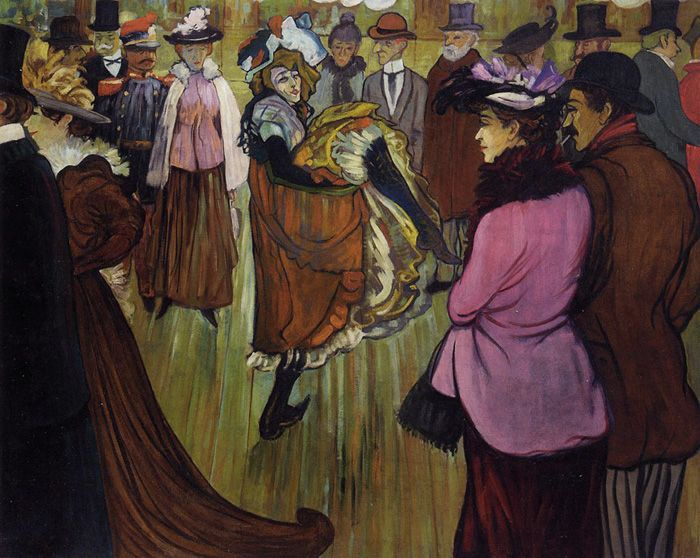
Кабаре «Мулен Руж» (Луи Анкутен, 1893)
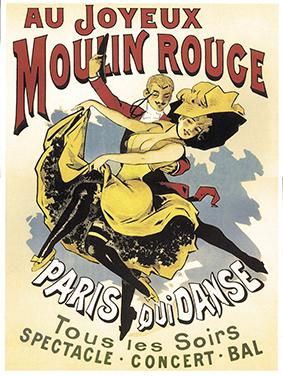
Афиша «Мулен Руж» (Alfred Choubrac, 1896)
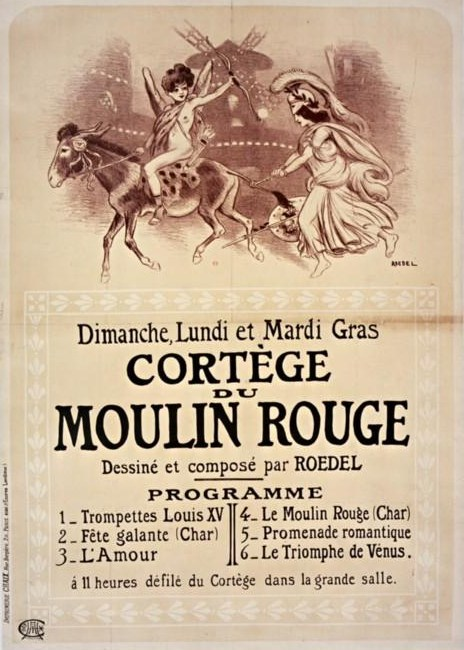
Программа «Мулен Руж»  (Огюст Редль, 1897)
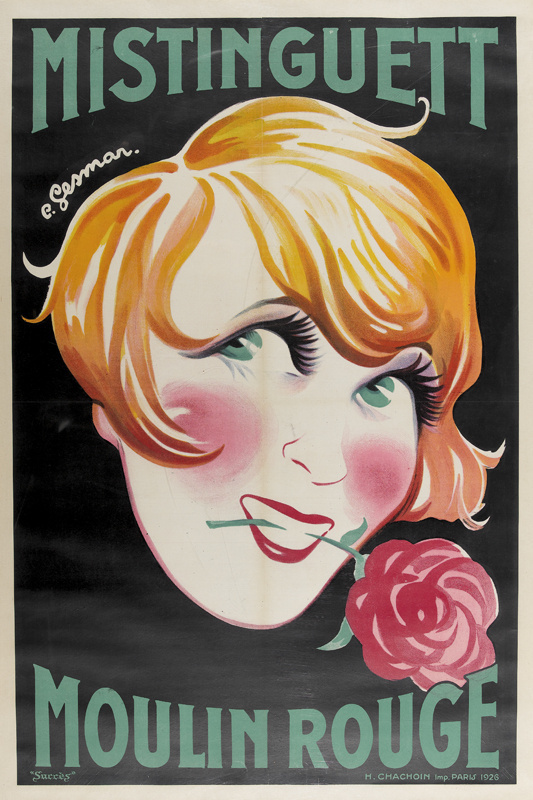
Певица Мистингетт (Шарль Гесмар, 1926)

В 1990—2000 годы большую серию живописных и графических работ, посвящённых этому кабаре, создал художник Георгий Ковенчук (1933—2015), долгое время живший и работавший в Париже.